# تاريخ سياسة الولايات المتحدة الخارجية بين عامي 1861 و1897

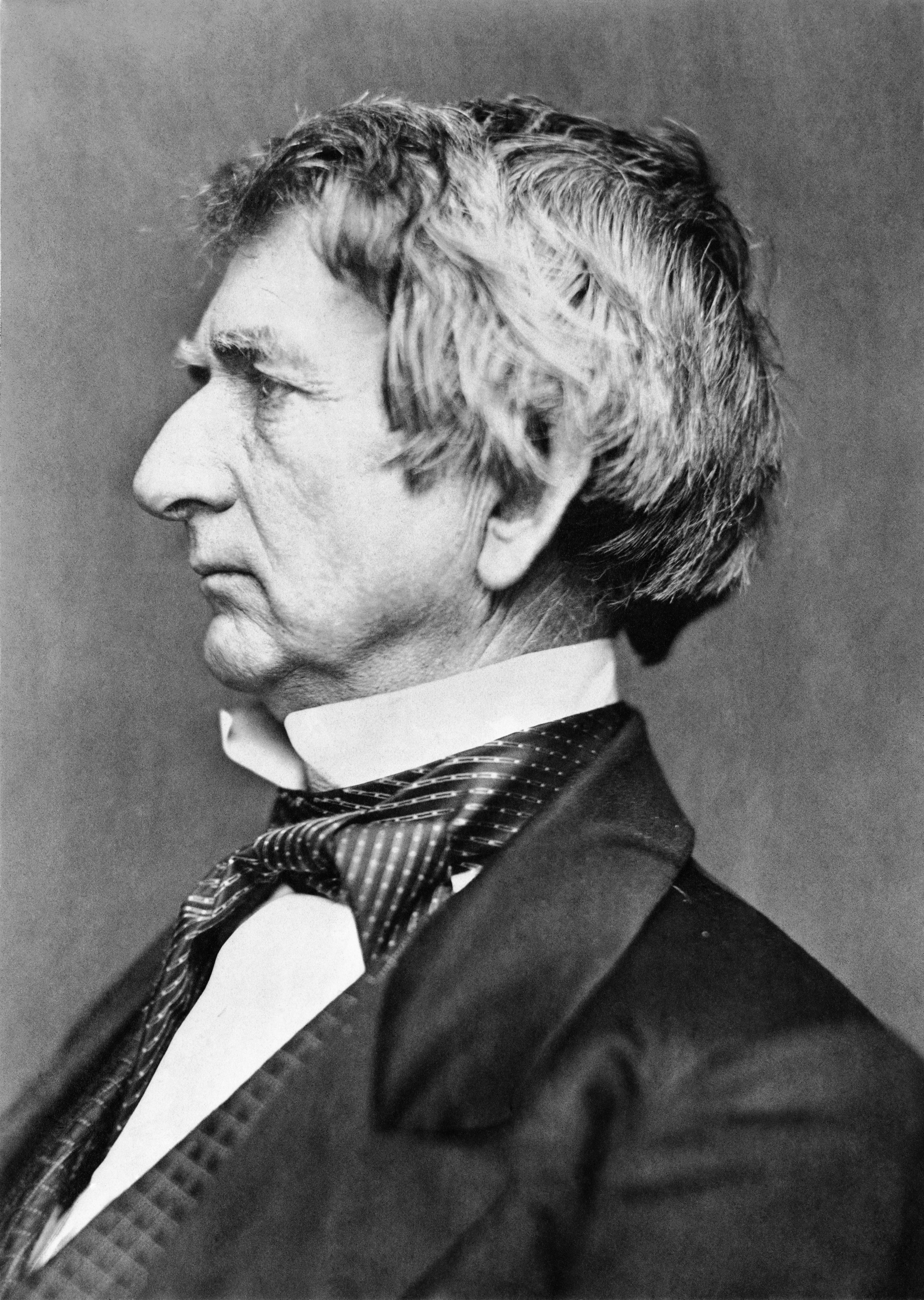

يتعلق تاريخ سياسة الولايات المتحدة الخارجية بين عامي 1861 و1897 بالسياسة الخارجية للولايات المتحدة خلال الفترات الرئاسية لكل من أبراهام لينكون، وأندرو جونسون، ويوليسيس غرانت، ورذرفورد هايز، وجيمس جارفيلد، وتشستر آرثر، وجروفر كليفلاند، وبنجامين هاريسون. بدأت هذه المرحلة مع اندلاع الحرب الأهلية الأمريكية في عام 1861، وانتهت بتعيين ويليام ماكينلي رئيسًا في عام 1897، والذي مثّلت إدارته انطلاقة حقبة جديدة من السياسة الأمريكية الخارجية.
نجحت إدارة لينكون خلال الحرب الأهلية في ضمان عدم تدخل القوى الأوروبية -وعلى رأسها بريطانيا وفرنسا- بشكل مباشر في قضية الولايات الكونفدرالية الأمريكية. على أي حال، خالف الفرنسيون مبدأ مونرو وأسسوا الإمبراطورية المكسيكية الثانية كدولة دمية. ساعدت الضغوط التي مارستها إدارة جونسون بعد انتهاء الحرب في إرغام الفرنسيين على الانسحاب ومن ثم انهيار الإمبراطورية في نهاية المطاف. تفاقمت حدّة التوترات مع بريطانيا نتيجة النزاعات التي سببتها الحرب الأهلية، لكن أسهمت معاهدة واشنطن لعام 1871 في إعادة العلاقات الودية بين بريطانيا والولايات المتحدة. تفاوض وزير الخارجية ويليام سيوارد في عام 1867 على صفقة ألاسكا، التي حصل بموجبها على ألاسكا الروسية. تفاوضت إدارة غرانت على معاهدة لضم جمهورية الدومينيكان، لكنها فشلت في إقناع مجلس الشيوخ بإقرارها.
اتبع وزير الخارجية جيمس جي. بلين والرئيس هاريسون سياسةً تجاريةً طموحةً مع أمريكا اللاتينية، هدفت إلى تعزيز الازدهار الأمريكي ومنع هيمنة البريطانيين على المنطقة. تورطت الولايات المتحدة في نزاع طويل الأمد مع ألمانيا وبريطانيا حول ساموا، انتهى أخيراً بوضعها تحت حماية ثلاثية الأطراف. سعى الرئيس هاريسون إلى ضمّ هاواي خلال الأشهر الأخيرة من رئاسته، لكن قوبلت مساعيه بالرفض خلال رئاسة كليفلاند الثانية. أكد كليفلاند التزام الولايات المتحدة الحياد عقب اندلاع حرب الاستقلال الكوبية عام 1895. تبنّت الولايات المتحدة في عهد الرئيس ماكينلي سياسة خارجية مختلفة تناقضت مع قرارات كليفلاند، ما تسبب في بداية حقبة جديدة من السياسة الخارجية أسست خلالها الولايات المتحدة إمبراطورية امتدت إلى ما وراء البحار.

## القيادة

### إدارة لينكون، 1861-1865
فاز الجمهوري أبراهام لينكون في انتخابات الرئاسة الأمريكية عام 1860، ويُذكر أن منصب وزير الخارجية كان أول منصب وزاري يشغله. ساد تقليد حينها يعرض فيه الرئيس المنتخب منصبه هذا –وهو أعلى منصب وزاري- على أهم شخصية قيادية في حزبه السياسي (والأكثر شهرة وشعبية)؛ كان ويليام سيوارد ذلك الرجل، إذ عرض نائب الرئيس المنتخب هاملين بالنيابة عن لينكولن المنصب عليه في منتصف ديسمبر 1860. أصيب سيوارد بخيبة أمل كبيرة بعد فشله في نيل ترشيح الحزب جمهوري للانتخابات الرئاسية لعام 1860، لكنه وافق على أن يكون وزيرًا لخارجية لينكون. بحلول أواخر عام 1862، برز سيوارد كشخصية مهيمنة في حكومة لينكون، على الرغم من سياساته المحافظة بشأن إلغاء العبودية وغيرها من القضايا الأخرى، والتي أزعجت العديد من الجمهوريين. مارس بعض قادة الكونغرس ضغوطًا لطرد سيوارد من منصبه، لكن احتفظ لينكولن بوزير خارجيته طوال فترة رئاسته.
حقق سيوارد هدفه الرئيسي: منع بريطانيا وفرنسا من الاعتراف بالولايات الكونفدرالية التي اعتمدت على دخول الأوروبيين الحرب لحماية إمداداتهم من القطن. فشلت الإستراتيجية الدبلوماسية الكونفدرالية «كينغ كوتون»، إذ احتاجت بريطانيا إلى الغذاء الأمريكي أكثر من حاجتها إلى القطن الكونفدرالي. اتخذت كل دولة موقفًا رسميًا محايداً خلال فترة الحرب، ولم تعترف أي دولة بالولايات الكونفدرالية رسميًا.
اعترفت جميع الدول الكبرى بامتلاك الولايات الكونفدرالية حقوقًا معينة مثل حق القتال المنظم. استفادت دول قليلة من الحرب، مثل إسبانيا التي استعادت مستعمرة جمهورية الدومينيكان، وفقدتها مرة أخرى في عام 1865. تمثّلت أخطر التبعات في الحرب التي شنتها فرنسا تحت حكم الإمبراطور نابليون الثالث لتنصيب ماكسيميليان الأول إمبراطورًا للمكسيك كحاكم دمية تابع للفرنسيين، بهدف إضعاف النفوذ الأمريكي. نتيجةً لذلك، شجعت فرنسا البريطانيين على الانضمام إلى سياسة الوساطة، واقترحت اعترافهما بالولايات الكونفدرالية. أشار سيوارد بصورة مستمرة إلى اعتبار غأي اعتراف بالكونفدرالية بمثابة إعلان حرب. اعتمدت صناعة النسيج البريطانية على القطن القادم من الجنوب، لكنها امتلكت مخزونًا كافيًا لاستمرار عمل المطاحن لمدة عام. على أي حال، لم يؤثر الصناعيون والعمال كثيرًا على توجه السياسات البريطانية. رفضت بريطانيا مع أسطولها الكبير الانضمام إلى فرنسا، بسبب معرفة آثار الحرب المتمثلة في توقف الشحنات الحيوية من الغذاء الأمريكي، وتخريب الأسطول التجاري البريطاني، والفقدان الفوري للشريك الكندي.
يؤكد المؤرخون إثبات دبلوماسية الاتحاد فعاليتها عمومًا، مع وجود خبراء دبلوماسيين تعاملوا بكفاءة مع العديد من الأزمات. تعاطف القادة البريطانيون مع الولايات الكونفدرالية، لكنهم لم يكونوا على استعداد أبدًا لخوض حرب مع الاتحاد. كانت فرنسا أكثر تعاطفًا مع الكونفدرالية، لكنها لم تجرؤ على اتخاذ أي خطوة دون تعاون بريطاني كامل، خاصّة مع وجود التهديد البروسي. كان الدبلوماسيون الكونفدراليون بعيدين البعد كله عن الكفاءة، أو كما قال أحد المؤرخين: «سوء اختيار الدبلوماسيين يؤدي إلى دبلوماسية سيئة». لعبت دول أخرى دورًا ثانويًا؛ دعمت روسيا الاتحاد، لكن غالبًا ما ضُخّمت أهمية هذا الدعم.

### إدارة جونسون، 1865-1869
تولى أندرو جونسون منصبه عام 1865 بعد اغتيال أبراهام لينكون خلال الأيام الأخيرة من الحرب الأهلية. وعد جونسون عند توليه منصبه بمواصلة سياسات سلفه، وحافظ في البداية على حكومة لينكون. أصبح وزير الخارجية ويليام سيوارد أحد أكثر الأعضاء نفوذًا في حكومة جونسون الذي سمح لسيوارد بانتهاج سياسة خارجية توسعية. 

### إدارة غرانت، 1869-1877
خلف الجمهوري يوليسيس غرانت الرئيس جونسون بعد فوزه في الانتخابات الرئاسية لعام 1868. لعب غرانت دورًا جوهريًا في إدارة الشؤون الخارجية، إلى جانب كل من وزير الخارجية هاميلتون فيش ورئيس لجنة مجلس الشيوخ للعلاقات الخارجية تشارلز سومنر. 

### إدارة هايز، 1877-1881
خلف رذرفورد هايز الرئيس غرانت بعد فوزه في الانتخابات الرئاسية لعام 1876، التي أثارت الكثير من الجدل بعد تقارب نتائجها بصورة كبيرة. رفض هايز عند اختياره أعضاء حكومته الجمهوريين الراديكاليين لصالح المعتدلين، وتجاهل أيضًا أي شخص اعتبره منافسًا رئاسيًا محتملًا. اختار وليام إم. إيفرتس الذي عارض إقالة الرئيس أندرو جونسون ليشغل منصب وزير الخارجية، بينما أصبح جورج دبليو. ماكاري الذي ساعد في إنشاء اللجنة الانتخابية لعام 1877 وزير الحرب. 

### إدارات جارفيلد وآرثر، 1881-1885
خلف الجمهوري جيمس إيه. جارفيلد الرئيس هاريسون في عام 1881 بعد فوزه في الانتخابات الرئاسية الأمريكية لعام 1880. دعم مندوبو جيمس جي. بلين ترشيح جارفيلد في المؤتمر الوطني الجمهوري عام 1880، ليحصل عضو مجلس الشيوخ عن ولاية مين على منصب الشرف: وزير الخارجية. اتفق بلين، المعروف كأحد الحمائيين السابقين، مع آراء جارفيلد حول الحاجة إلى تعزيز التجارة الحرة، خاصة داخل نصف الكرة الغربي. رسم جارفيلد وبلين العديد من الخطط الطموحة، لكنها باءت جميعها بالفشل بعد اغتيال جارفيلد. دخل آرثر سريعًا في صراع مع حكومة جارفيلد، التي مثّل معظم أعضائها الفصائل المعارضة داخل الحزب، ومن ثم استقال بلين في ديسمبر 1881. لشغل الفراغ الذي تركه بلين، وقع اختيار الرئيس على فردريك تيودور فريلينغوهسين من نيو جيرسي، وهو أحد أعضاء فصيل ستالوارت، كان قد أوصى به الرئيس السابق غرانت.